# Brezsani (Debarca)
Brezsani (macedónul: Брежани) település Észak-Macedóniában, a Délnyugati körzet Debarcai járásában.

## Népesség
| Lakosok száma | 742  | 547  | 425  | 198  | 54   | 56   | 31   | 15   |
|               | 1948 | 1961 | 1971 | 1981 | 1991 | 1994 | 2002 | 2021 |

2002-ben 31 lakosa volt, akik mindannyian macedónok.